# A homok asszonya
A homok asszonya (砂の女, Szuna no onna) Abe Kóbó 1962-ben megjelent regénye. Magyarul először 1969-ben jelent meg Csalló Jenő fordításában.
A regényből Abe Kóbó saját forgatókönyve alapján Tesigahara Hirosi rendezésében, Eidzsi Okada és Kioko Kisida főszereplésével készült azonos címmel film, amely elnyerte az 1964-es cannes-i filmfesztiválon a zsűri különdíját.

## Történet
1955-ben egy tokiói iskolai tanár elutazott, hogy egy távoli halászfalu környékén rovarokat gyűjtsön. Estére is ott ragadt, a falubeliek látszólagos vendégszeretettel egy a dűnék mélyén lévő házhoz vezették, amelyhez csak kötélhágcsóval lehetett lejutni. Másnap reggelre a létra eltűnt, és a férfi rájött, hogy kelepcébe csalták. Az asszony házát a futóhomoktól folyamatos munkával kellett védelmezni. A csapdába került ember különböző módokon próbált megszökni, de valamennyi kísérletével kudarcot vallott. Az idő elteltével az özvegyasszony mellett a tanár társra és értelmes munkára lelt. Hosszú idő elteltével rájött, hogy a régi életébe való visszatérése nem ad több szabadságot neki. Elfogadta új identitását és családját. Hét év után hivatalosan halottnak nyilvánították.

## Megjelenések

### Japán nyelven
1. 砂の女

### Magyarul
1. A homok asszonya. Regény; oroszból ford. Csalló Jenő; Magvető, Bp., 1969 (Világkönyvtár)
2. A homok asszonya, Európa zsebkönyvek, Európa Könyvkiadó, Budapest, 1972, ford. Csalló Jenő
3. A homok asszonya, Európa zsebkönyvek, Európa Könyvkiadó, Budapest, 1977, ford. Csalló Jenő
4. A homok asszonya, Kriterion Könyvkiadó, Bukarest, 1979, ford. Csalló Jenő
5. A homok asszonya, In: A homok asszonya / A dobozember, General Press Kiadó, Budapest, 2003, ford. Csalló Jenő

### Angol nyelven
1. Woman in the Dunes, ford. E. Dale Saunders